# 炭燒凶咒
《炭燒凶咒》（英語：Dial D for Demons）是2000年由鄧衍成執導的香港恐怖片，陳小春與萬綺雯主演。影片以「燒炭自殺」為主題，結合靈異元素，講述一群年輕人在度假屋遭遇詛咒的故事。該片被視為香港恐怖片黃金時期的代表之一，雖票房表現一般，但因其獨特題材和社會議題引發討論。

## 劇情
戴積瑞（陳小春 飾）擁有陰陽眼，能看見鬼魂。他與同事PJ（尹子維 飾）、Pently（李鞍 飾）、May（梁敏儀 飾）及女友家寶（萬綺雯 飾）前往一處曾發生炭燒自殺案的度假屋。入夜後，戴積瑞突然燒炭自殺，其餘人發現無論如何逃離都會回到原處，且每當傳呼機響起，便有人離奇死亡。最終僅剩家寶一人，戴積瑞的鬼魂現身保護她並揭開「炭燒凶靈」之謎。

## 製作與發行

### 拍攝背景
影片靈感源自當時香港社會的炭燒自殺現象，導演鄧衍成將此社會議題與傳統鬼片結合。拍攝期間，女主角萬綺雯因劇中尖叫戲份過多導致喉嚨受傷，成為幕後花絮之一。2000年3月16日，電影舉行首映禮，三位女主角陳煒、梁敏儀與李鞍以泳裝亮相宣傳，引發媒體關注。

## 演員
| 演員   | 角色   | 簡介                           |
| ------ | ------ | ------------------------------ |
| 陳小春 | 戴積瑞 | 有陰陽眼，首個受害者           |
| 萬綺雯 | 家寶   | 戴積瑞女友，最終生還者         |
| 尹子維 | PJ     | 隱瞞已婚身份的出軌者           |
| 李鞍   | Pently | PJ女友，因鬼魂影響與其互掐致死 |
| 陳煒   | 森女   | May的朋友，性格開放            |

## 發行
本片最初以VCD與DVD形式於香港發行，由影畫堂負責。2024年，美國修復公司Vinegar Syndrome推出藍光修復版，限量4,000套，影像經2K修復，音效則保留原始5.1聲道配置。

## 評價與影響

### 影評反應
影片在恐怖氛圍營造上獲肯定，開場配樂被評為「令人毛骨悚然」，但劇情邏輯與配音表現爭議較大。專業影評指出其「結合社會議題的嘗試具前瞻性，但執行略顯粗糙」，部分橋段因誇張表演被觀眾戲稱為「搞笑教育片」。

### 文化意義
作為千禧年前後香港恐怖片浪潮的一環，本片以低成本（約100萬港元票房）反映社會現象，成為討論自殺議題的另類文本。

## 外部連結
- 互联网电影数据库（IMDb）上《炭燒凶咒》的资料（英文）
- 香港影庫上《炭燒凶咒》的資料（繁體中文）